# Theresa Plaisance
Theresa Monique Plaisance (ur. 18 maja 1992 w Jefferson) – amerykańska koszykarka występująca na pozycjach silnej skrzydłowej oraz środkowej, obecnie zawodniczka Las Vegas Aces w WNBA.
16 czerwca 2017 ogłoszono, iż dołączy do CCC Polkowice.
W listopadzie 2019 dołączyła do chińskiego Shaanxi Red Wolves. 6 sierpnia 2019 trafiła w wyniku wymiany do Connecticut Sun. 9 marca 2021 zawarła umowę z Washington Mystics. 3 marca 2022 została zawodniczką Las Vegas Aces.

## Osiągnięcia
Stan na 30 czerwca 2022, na podstawie, o ile nie zaznaczono inaczej.
NCAA
- Uczestniczka:
  - rozgrywek Sweet Sixteen turnieju NCAA (2013)
  - turnieju NCAA (2012, 2013, 2014)
- Wicemistrzyni turnieju konferencji Southeastern (SEC – 2012)
- Zawodniczka roku LSWA Luizjana (2014)
- Zaliczona do :
  - I składu:
    - konferencji SEC (2013, 2014)
    - LSWA All-Louisiana (2013, 2014)
    - defensywnego SEC (2013)
    - WBCA Good Works Team (2014)
    - turnieju SEC (2012)

  - składu WBCA All-America Honorable Mention (2013)

WNBA
- Wicemistrzyni WNBA (2019)
- Zdobywczyni pucharu WNBA Commissioner's Cup (2022)[10]

Drużynowe
- Mistrzyni Izraela (2016)[11]
- Zdobywczyni pucharu Izraela (2016)[11]
- Uczestniczka rozgrywek EuroCup (2015)

Indywidualne
- Zaliczona do (przez eurobasket.com):
  - składu honorable mention ligi:
    - włoskiej (2017)[12]
    - izraelskiej (2016)[11]
- Liderka w zbiórkach ligi włoskiej (2017)

Reprezentacja
- Mistrzyni:
  - uniwersjady (2013)
  - Ameryki U–18 (2010)